# Cantonul Legé
Cantonul Legé este un canton din arondismentul Nantes, departamentul Loire-Atlantique, regiunea Pays de la Loire, Franța.

## Comune
- Corcoué-sur-Logne
- Legé (reședință)
- Touvois